# Evropská silnice E5
Evropská silnice E5 je evropskou silnicí 1. třídy. Začíná ve skotském Greenocku, pokračuje přes Francii a končí ve španělském Algecirasu. Celá trasa měří 3281 kilometrů.

## Trasa
- Spojené království
  - Greenock – Paisley – Renfrew – Glasgow – Gretna – Carlisle – Preston – Warrington – Stoke-on-Trent – Birmingham – Southampton

- Francie
  - Le Havre – Paříž – Orléans – Tours – Poitiers – Bordeaux

- Španělsko
  - San Sebastián – Burgos – Madrid – Sevilla – Cádiz – Algeciras

## Galerie

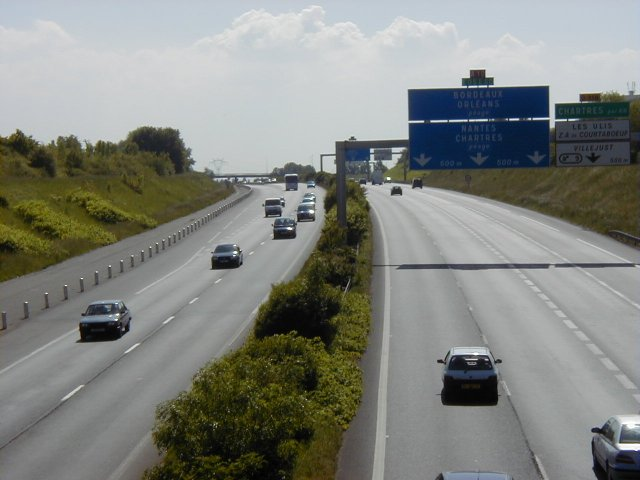
E5 poblíž Villebon-sur-Yvette, Francie
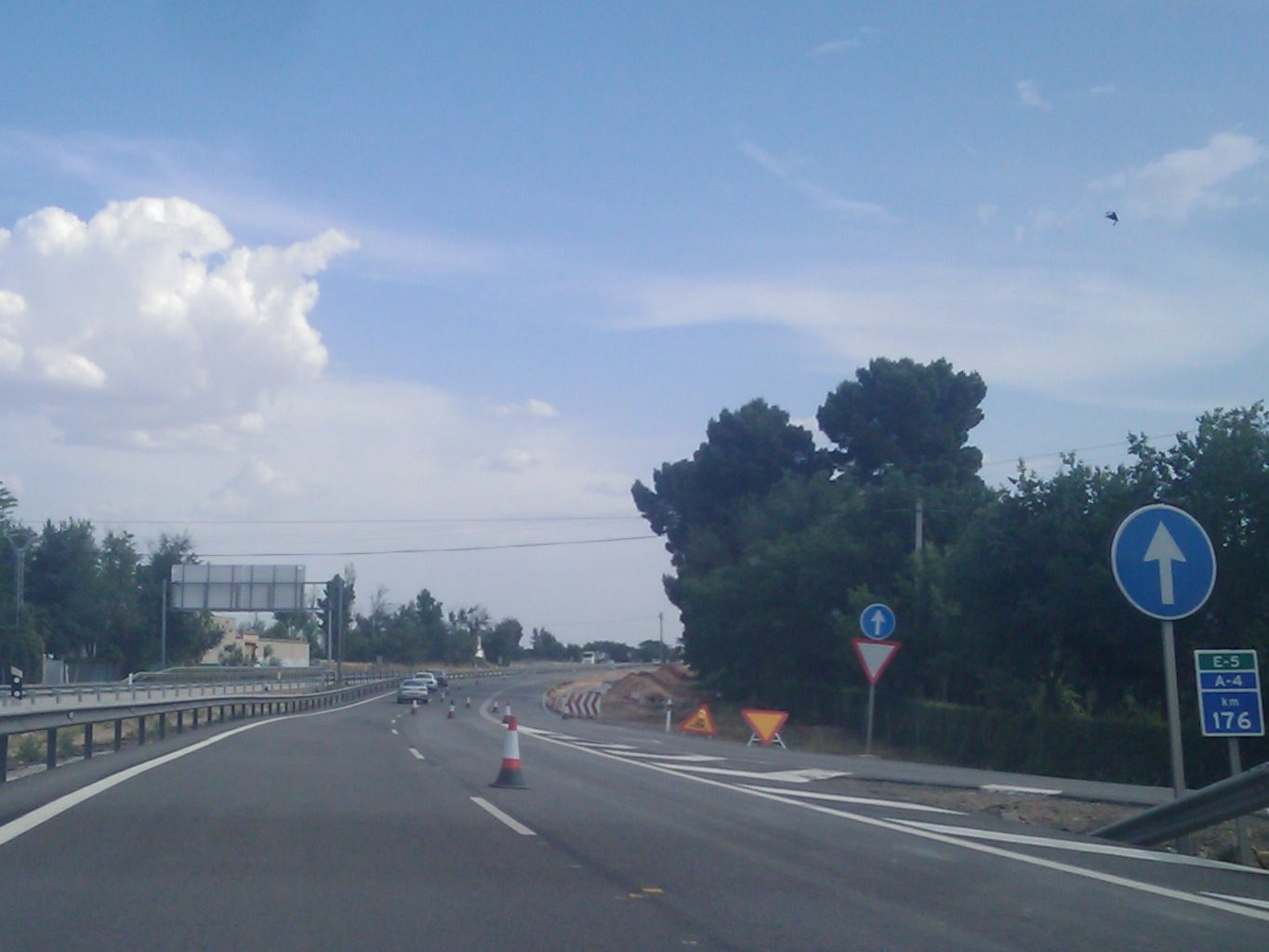
E5 poblíž Manzanares, Španělsko
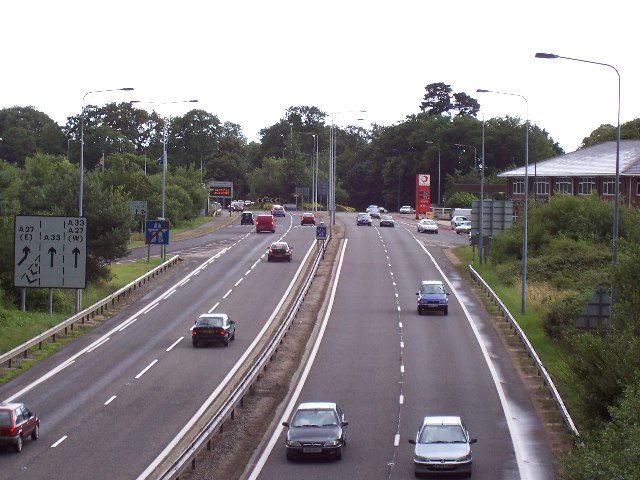
E5 v Southamptonu, Spojené království
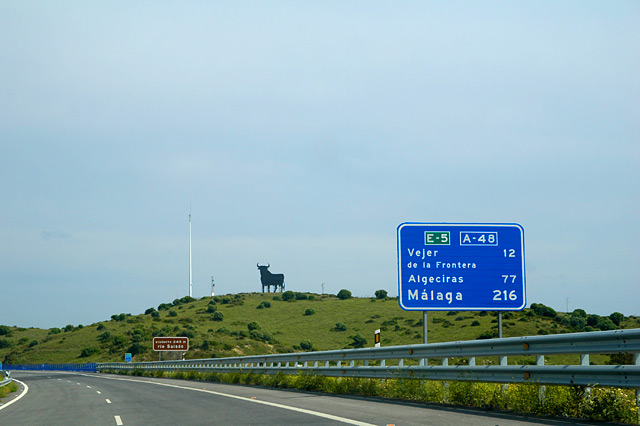
E5 ve Španělsku
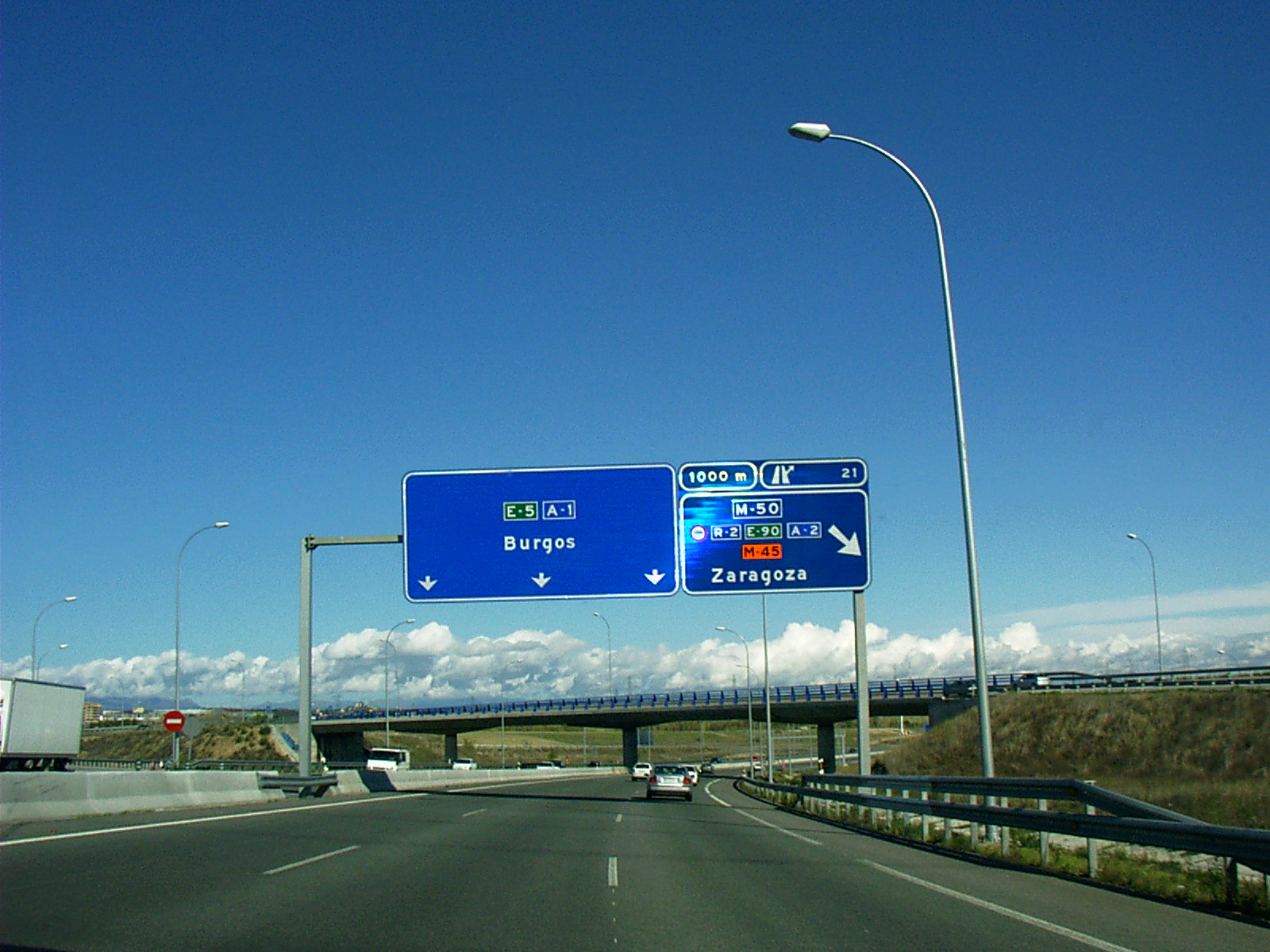
E5 poblíž Madridu, Španělsko